# Zelleromyces
Zelleromyces là một chi nấm trong họ Russulaceae. Nó được miêu tả đầu tiên bởi nhà nấm họcs Rolf Singer và Alexander H. Smith năm 1960 chứa các loài nấm dưới mặt đất với các cơ thể dạng quả gasteroid "chảy máu" latex khi cắt chúng.

## Các loài
- Zelleromyces albellus
- Zelleromyces alveolatus
- Zelleromyces australiensis
- Zelleromyces cinnabarinus
- Zelleromyces claridgei
- Zelleromyces corkii
- Zelleromyces daucinus
- Zelleromyces dendriticus
- Zelleromyces gardneri
- Zelleromyces giennensis
- Zelleromyces gilkeyae
- Zelleromyces glabrellus
- Zelleromyces hispanicus
- Zelleromyces josserandii
- Zelleromyces lactifer
- Zelleromyces major
- Zelleromyces malaiensis
- Zelleromyces meridionalis
- Zelleromyces oregonensis
- Zelleromyces papyraceus
- Zelleromyces pterosporus
- Zelleromyces ramispinus
- Zelleromyces ravenelii
- Zelleromyces rogersonii
- Zelleromyces scissilis
- Zelleromyces sculptisporus
- Zelleromyces sinensis
- Zelleromyces soehneri
- Zelleromyces striatus
- Zelleromyces versicaulis